# The Demos Remastered: Anthology 1
The Demos Remastered: Anthology 1 è un album raccolta dei Black 'N Blue, uscito l'11 dicembre 2001 per l'Etichetta discografica Zoom Club Records.

## Tracce
1. Chains Around Heaven (St. James, Thayer) 3:50
2. I'm the King (Holmes, St. James, Thayer, Warner, Young) 3:36
3. The Strong Will Rock (St. James, Thayer) 4:26
4. Squeeze Me (St. James) 3:56
5. Violent Kid (St. James, Thayer) 3:31
6. Sign in Blood (St. James, Thayer) 3:34
7. Wicked Bitch (St. James) 4:36
8. School of Hard Knocks (St. James, Thayer) 4:13
9. Cold Heart (St. James, Thayer) 4:16
10. Hold on to 18 (Saint James, Thayer) 4:29
11. Lifeline (St. James, Thayer) 4:19
12. Autoblast [live] (St. James, Thayer) 4:55

## Formazione
- Jaime St. James - Voce
- Tommy Thayer - Chitarra, Cori
- Jeff "Whoop" Warner - Chitarra, Cori
- Patrick Young - Basso, Cori
- Pete Holmes - Batteria